# Pierre Dupont (hockeyer)
Pierre Dupont (1934) was een Belgisch hockeyer.

## Levensloop
Dupont was actief bij Daring HC. Daarnaast maakte hij deel uit van het Belgisch hockeyteam. In deze hoedanigheid was hij onder meer reservespeler voor de Olympische Zomerspelen van 1956.